# Oetingervilla
Die Oetingervilla ist ein Bauwerk in Darmstadt.

## Architektur und Geschichte
Die repräsentative Villa mit großem Park befindet sich auf dem ehemalig landwirtschaftlichen Gut Karlshof und wurde im Jahre 1898 nach Plänen des Architekten Eugen Beck erbaut, der in Darmstadt zuvor die Viktoriaschule errichtet hatte. Bauherr war der großherzogliche Kammerherr August Freiherr von Oetinger. Im Jahre 1910 wurde die Villa nach Plänen des Architekten Paul Meissner erheblich erweitert. Stilistisch gehört das massiv wirkende Bauwerk mit seinem ausgebauten schiefergedeckten Dach in die Phase des Historismus. Auffällig ist der Kontrast von Putzfassade und Naturstein, der das zweigeschossige Gebäude gliedert.
Zu den Details des Anwesens zählen das aufwendige Baudekor und der Drachenbrunnen unterhalb der Westterrasse.

## Denkmalschutz
Aus architektonischen und ortsgeschichtlichen Gründen ist die Sachgesamtheit Oetingervilla ein Kulturdenkmal. Die historische Einfriedung mit Jugendstiltor, der Tempel und das alte Wegenetz im Park gehören zur Sachgesamtheit.

## Die Oetingervilla heute
Seit 1991 ist der Trägerverein des selbstverwalteten Jugend- und Kulturzentrums Oetinger Villa e.V. (JuKuZ Oetinger Villa) in der Oetingervilla aktiv und hat sich mit seinem Programm als Kulturinstitution etabliert. 2015 wurde das JuKuZ Oetinger Villa mit dem Spielstättenprogrammpreis Applaus von Staatsministerin für Kultur und Medien, Prof. Monika Grütters und der Initiative Musik für sein „kulturell herausragendes Programm“ ausgezeichnet.
Seit dem Februar 1976 beherbergt die Oetingervilla ebenfalls das städtische Jugendhaus Oetinger Villa. Am 1. Januar 2017 hat die Trägerschaft für diese Räume der Verein Vielbunt, der sich für die Interessen von Lesben, Schwulen, Bisexuellen und Transmenschen einsetzt, übernommen und dort ein Queeres Zentrum eröffnet.